# Rhamnidium nipense
Rhamnidium nipense är en brakvedsväxtart som beskrevs av Ignatz Urban. Rhamnidium nipense ingår i släktet Rhamnidium och familjen brakvedsväxter. Inga underarter finns listade i Catalogue of Life.